# HD 202206 b
HD 202206 b – brązowy karzeł, krążący wokół gwiazdy HD 202206.
Ma ekscentryczną orbitę, która przecina ekosferę gwiazdy i uniemożliwia zapewne istnienie w niej stabilnych orbit. Ma masę co najmniej 17,4 mas Jowisza; symulacje wskazują, że ma rozmiary zbliżone do Jowisza; jest dużo od niego gęstszy. Promieniowanie pochodzące z wnętrza karła zapewne rozgrzewa jego powierzchnię do temperatur o kilkaset stopni wyższych (~750 K), niż wynika to z jego nasłonecznienia (~300 K).